# Niclas Sahlgren
Niclas Sahlgren, né le 18 mars 1701 à Göteborg et décédé le 10 mars 1776 dans la même ville, est un marchand et philanthrope suédois.

## Biographie
Niclas Sahlgren est l'un des fondateurs et directeurs de la Compagnie suédoise des Indes orientales. Il est aussi connu comme philanthrope à l'origine de l'hôpital universitaire Sahlgrenska. En 1773, il devient membre de l'Académie royale des sciences de Suède.
Il est le beau-père de l'entrepreneur et botaniste Clas Alströmer.

## Source
1. ↑  (sv) Erik Naumann, « Clas Alströmer - Svenskt Biografiskt Lexikon », sur sok.riksarkivet.se, 1918 (consulté le 17 août 2021)

Svenskt biografiskt lexikon 